# رفته عزیزم رفته
عزیز از دست رفته : (انگلیسی: Gone Baby Gone) فیلمی در ژانر جنایی، نئو نوآر، و مرموز به کارگردانی بن افلک است که در سال ۲۰۰۷ منتشر شد. این فیلم اقتباسی از رمانی به همین نام به نویسندگی دنیس لیهان می‌باشد که در سال ۱۹۹۸ چاپ شده‌است. نشر نیماژ این رمان را در سال ۱۳۹۷ با ترجمه فرهاد بیگدلو به چاپ رسانده‌است.

## خلاصه داستان
دو کارآگاه منطقه بوستون در مورد آدم ربایی یک دختر بچه تحقیق می کنند که در نهایت به یک بحران هم از نظر حرفه ای و هم از لحاظ شخصی تبدیل می شود.

## بازیگران
- کیسی افلک
- میشل موناهن
- مورگان فریمن
- اد هریس
- امی رایان
- جان اشتون
- رابرت والبرگ
- ایمی مدیگان
- تیتوس ولیور